# ويليام توماس لامبي
ويليام توماس لامبي (بالإنجليزية: William Thomas Lambie)‏ هو مهندس مدني وسياسي أمريكي، ولد في 9 نوفمبر 1837، وتوفي في 21 يناير 1900. حزبياً، نشط في الحزب الديمقراطي.